# Gomolj
Gomolj ili tuber označava najčešće podzemnu stabljiku biljke, koja nastaje zadebljanjem vriježa i ima dvojaku ulogu: spremište je za rezervne tvari, te ima ulogu u razmnožavanju. Značajka gomolja je da ima ograničen rast. Vrste koje imaju tipičan podzemni gomolj su npr. krumpir, topinambur, cikla, rotkvica, repa. Neke biljke, npr. koraba, imaju nadzemni gomolj koji u kasnijem razvojnom stadiju sekundarno zadebljava i odrvenjava. Stabljični gomolj treba razlikovati od korjenovih gomolja koji su homologni postranom korijenju, i nalaze se kod nekih zeljastih trajnica ili dvogodišnjih biljaka, npr. dalija, batat, kaćun.